# مابل ريدج (كولومبيا البريطانية)
مابل ريدج (بالإنجليزية: Maple Ridge) هي مدينة كندية تقع في مقاطعة كولومبيا البريطانية. تبلغ مساحة هذه المدينة 265.7893 (كم²)، ويبلغ عدد سكانها 68949 نسمة حسب إحصاء سنة 2006 م، بينما كان يسكنها 63169 نسمة في سنة 2001 م. تحتل هذه المدينة المرتبة رقم 75 بين مدن كندا حسب عدد السكان والمرتبة رقم 17 في المقاطعة. نما عدد السكان في هذه المدينة بنسبة (9.2) بين العامين المذكورين.

## أعلام
- شون مكينتوش
- دونلي رودس
- مولي باركر
- براد هنت
- براندون يب
- لاري ووكر

## وصلات خارجية
- الأطلس الحكومي لكندا
- إحصاءات كندا مع ساعة تعداد السكان نسخة محفوظة 23 مارس 2008 على موقع واي باك مشين.